# Nacional de Clubes (Handball)
El Torneo Nacional (Handball) es una competencia a nivel clubes organizada por la Confederación Argentina de Handball que se disputa anualmente y confiere dos plazas a los finalistas del torneo para el Campeonato Panamericano de Clubes del siguiente año.
Actualmente el club más laureado es River Plate de Belgrano con 17 consagraciones de las cuales, 12 corresponden a campeonatos masculinos (récord) y 5 a los femeninos. Considerando solo torneos femeninos se puede hacer mención que tanto S.E.D.A.L.O. como Ferro Carril Oeste que poseen 6 campeonatos ganados cada uno.
Cabe destacar que la primera edición masculina fue la de 1977 y el campeón fue San Lorenzo de Rusell de la AMeBal, mientras que en la rama femenina fue el INEF Romero Brest (FeMeBal) en 1979.

## Nacional masculino de 2015
La fase de grupos del Nacional de Clubes (42° edición) se disputó en Córdoba y en Montecarlo, mientras que el Final Four tuvo como sede Villa Ballester. El goleador del torneo fue Federico Pizarro con 43 goles.

### Fase de grupos
| Club                      | PJ | G | E | P | GF  | GC | DG  |
| ------------------------- | -- | - | - | - | --- | -- | --- |
| UNLu*                     | 3  | 3 | 0 | 0 | 108 | 75 | 33  |
| Escuelas Pías (Córdoba)*  | 3  | 1 | 0 | 2 | 71  | 78 | -7  |
| Muni. Maipú (Mendoza)     | 3  | 1 | 0 | 2 | 80  | 90 | -10 |
| Nueva Generación (Chubut) | 3  | 1 | 0 | 2 | 78  | 94 | -16 |

* Siguiente ronda (Final Four)
| Club                                        | PJ | G | E | P | GF  | GC  | DG  |
| ------------------------------------------- | -- | - | - | - | --- | --- | --- |
| SAG Ballester*                              | 3  | 3 | 0 | 0 | 117 | 50  | 67  |
| Ferro Carril Oeste*                         | 3  | 2 | 0 | 1 | 91  | 78  | 13  |
| Gimnasia y Cultura de Montecarlo (Misiones) | 3  | 1 | 0 | 2 | 61  | 89  | -28 |
| E. M. Cipolletti (Río Negro)                | 3  | 0 | 0 | 3 | 62  | 114 | -52 |

* Siguiente ronda (Final Four)

### Final Four

#### Semifinales
| Semifinal 1; 16 de septiembre de 2017 | SAG Ballester     | 36 - 24            | Escuela Pías     | SAG Ballester, Villa Ballester                                |                                                               |
| 16:00                                 | x2 x3 · Corning 7 | ( 19 - 8 ) Reporte | x4 x1 · Llares 6 | Asistencia: 350 espectadores Árbitro(s): Paolantoni, Zanikian | Asistencia: 350 espectadores Árbitro(s): Paolantoni, Zanikian |

| Semifinal 2; 16 de septiembre de 2017 | UNLu               | 33 - 34             | Ferro Carril Oeste   | SAG Ballester, Villa Ballester                           |                                                          |
| 18:00                                 | x2 x3 · Pizarro 11 | ( 17 - 17 ) Reporte | x2 x4 x2 · Taurián 8 | Asistencia: 650 espectadores Árbitro(s): Delgado, Burgos | Asistencia: 650 espectadores Árbitro(s): Delgado, Burgos |

#### Tercer puesto
| Tercer lugar; 17 de septiembre de 2017 | Escuelas Pías            | 27 - 36             | UNLu               | SAG Ballester, Villa Ballester                        |                                                       |
| 12:00                                  | x1 x4 · Llares Heredia 5 | ( 13 - 15 ) Reporte | x1 x2 · Pizarro 20 | Asistencia: 150 espectadores Árbitro(s): Aizen, Acuña | Asistencia: 150 espectadores Árbitro(s): Aizen, Acuña |

### Final
| Final; 17 de septiembre de 2017 | SAG Ballester             | 28 - 23             | Ferro Carril Oeste | SAG Ballester, Villa Ballester                           |                                                          |
| 14:00                           | x3 x6 · Kogovsek Cánepa 6 | ( 13 - 11 ) Reporte | x3 x5 · Crivelli 5 | Asistencia: 450 espectadores Árbitro(s): Delgado, Burgos | Asistencia: 450 espectadores Árbitro(s): Delgado, Burgos |

```
Campeón
[
8
]
[
4
]
[
9
]
:
 
SAG Ballester
 
 
 
 
 
 
(10° título, clasificado al Panamericano)
```

```
Subcampeón
[
8
]
[
9
]
:
 
Ferro Carril Oeste
 
 
 
 
 
 
(
Clasificado al Panamericano)
```

## Denominaciones
A través de los años el Torneo Nacional de Clubes, ha tenido 4 diferentes denominaciones, siendo la actual la de las temporadas 1987-1998; 2002-2006; 2007 en adelante. Es preciso resaltar que en 2007 se disputaron dos torneos paralelos, la Liga Nacional de Handball y el Torneo Nacional de Clubes.
| Años      | Nombre de la competencia       |
| --------- | ------------------------------ |
| 1977-1986 | Campeonato de Clubes Campeones |
| 1987-1998 | Torneo Nacional de Clubes      |
| 1999-2001 | Liga Federal de Handball       |
| 2002-2006 | Torneo Nacional de Clubes      |
| 2007      | Liga Nacional de Handball      |
| 2007-Act. | Torneo Nacional de Clubes      |

## Campeones
Hasta la actualidad solo 9 clubes (ambos géneros) han obtenido el título de campeón del Nacional de Clubes.
Cabe aclarar que entre 1977 y 1986 el torneo se llamaba "Campeonato de Clubes Campeones" mientras que en las temporadas que comprenden 1999 a 2001 esta se denominaba "Liga Federal de Handball".
En 2007 se disputó una competencia paralela que tuvo como nombre "Liga Nacional de Handball" en la que el Club Forjar Córdoba (Federación Cordobesa de Handball) se proclamaró como campeón.
| Año  | Club (Masculino)            | Club (Femenino)               |
| ---- | --------------------------- | ----------------------------- |
| 1977 | San Lorenzo de Rusell 1°    | No se disputó                 |
| 1978 | S.A.G. Ballester 1°         | No se disputó                 |
| 1979 | S.A.G. Ballester 2°         | INEF Romero Brest 1°          |
| 1980 | S.A.G. Ballester 3°         | River Plate de Belgrano 1°    |
| 1981 | S.A.G. Ballester 4°         | No se disputó                 |
| 1982 | S.A.G. Ballester 5°         | INEF Romero Brest 2°          |
| 1983 | River Plate de Belgrano 1°  | River Plate de Belgrano 2°    |
| 1984 | River Plate de Belgrano 2°  | INEF Romero Brest 3°          |
| 1985 | Ferro Carril Oeste 1°       | River Plate de Belgrano 3°    |
| 1986 | Ferro Carril Oeste 2°       | River Plate de Belgrano 4°    |
| 1987 | Nuestra Señora de Luján 1°  | No se disputó                 |
| 1988 | Ferro Carril Oeste 3°       | Ferro Carril Oeste 1°         |
| 1989 | S.A.G. Ballester 6°         | Colegio Alemán de Córdoba 1°  |
| 1990 | Nuestra Señora de Luján 2°  | No se disputó                 |
| 1991 | S.E.D.A.L.O. 1°             | River Plate de Belgrano 5°    |
| 1992 | S.E.D.A.L.O. 2°             | Ferro Carril Oeste 2°         |
| 1993 | Nuestra Señora de Luján 3°  | Ferro Carril Oeste 3°         |
| 1994 | Nuestra Señora de Luján 4°  | Nuestra Señora de Luján 1°    |
| 1995 | Nuestra Señora de Luján 5°  | No se disputó                 |
| 1996 | Nuestra Señora de Luján 6°  | No se disputó                 |
| 1997 | Nuestra Señora de Luján 7°  | No se disputó                 |
| 1998 | Nuestra Señora de Luján 8°  | No se disputó                 |
| 1999 | River Plate de Belgrano 3°  | Nuestra Señora de Luján 2°    |
| 2000 | Nuestra Señora de Luján 9°  | S.E.D.A.L.O. 1°               |
| 2001 | Nuestra Señora de Luján 10° | S.E.D.A.L.O. 2°               |
| 2002 | S.A.G. Ballester 7°         | Estudiantes de La Plata 1°    |
| 2003 | River Plate de Belgrano 4°  | S.E.D.A.L.O. 3°               |
| 2004 | A.A.C.F. Quilmes 1°         | S.E.D.A.L.O. 4°               |
| 2005 | River Plate de Belgrano 5°  | C.I.D.E.C.O. 1°               |
| 2006 | River Plate de Belgrano 6°  | S.E.D.A.L.O. 5°               |
| 2007 | River Plate de Belgrano 7°  | C.I.D.E.C.O. 2°               |
| 2008 | River Plate de Belgrano 8°  | Estudiantes de La Plata 2°    |
| 2009 | River Plate de Belgrano 9°  | S.E.D.A.L.O. 6°               |
| 2010 | River Plate de Belgrano 10° | Estudiantes de La Plata 3°    |
| 2011 | River Plate de Belgrano 11° | Estudiantes de La Plata 4°    |
| 2012 | S.A.G. Ballester 8°         | C.I.D.E.C.O. 3°               |
| 2013 | Ward 1°                     | C.I.D.E.C.O. 4°               |
| 2014 | River Plate de Belgrano 12° | Ferro Carril Oeste 4°         |
| 2015 | S.A.G. Ballester 9°         | Ferro Carril Oeste 5°         |
| 2016 | UNLu 1°                     | Unión Eléctrica de Córdoba 1° |
| 2017 | S.A.G. Ballester 10°        | Ferro Carril Oeste 6°         |
| 2018 | Por disputar                | Por disputar                  |

Nota: se consideró todos los torneos nacionales, con sus diferentes denominaciones a través del tiempo.

## Títulos por equipo
Actualizado el 5 de febrero de 2018
Masculino
Nota: se consideró todos los torneos nacionales, con sus diferentes denominaciones a través del tiempo.

Femenino
| Club                    | Título/s | Último/único |
| ----------------------- | -------- | ------------ |
| River Plate             | 12       | 2014         |
| Nuestra Señora de Luján | 10       | 2001         |
| S.A.G. Ballester        | 10       | 2017         |
| San Fernando            | 4        | 2021         |
| Ferro Carril Oeste      | 3        | 1988         |
| Ward                    | 2        | 2023         |
| S.E.D.A.L.O.            | 2        | 1992         |
| San Lorenzo de Rusell   | 1        | 1977         |
| A.A.C.F. Quilmes        | 1        | 2004         |

| Club                       | Título/s | Último/único |
| -------------------------- | -------- | ------------ |
| S.E.D.A.L.O                | 6        | 2009         |
| Ferro Carril Oeste         | 6        | 2017         |
| River Plate de Belgrano    | 5        | 1991         |
| C.I.D.E.C.O.               | 4        | 2013         |
| Estudiantes de La Plata    | 4        | 2011         |
| INEF Romero Brest          | 3        | 1984         |
| Nuestra Señora de Luján    | 2        | 1999         |
| Colegio Alemán de Córdoba  | 1        | 1989         |
| Unión Eléctrica de Córdoba | 1        | 2016         |

- Nota: se consideró todos los torneos nacionales, con sus diferentes denominaciones a través del tiempo.

## Título por federación
- Actualizado el 5 de febrero de 2018

| Federación                            | Títulos | Campeones diferentes | Más laureado                 |
| ------------------------------------- | ------- | -------------------- | ---------------------------- |
| Federación Metropolitana de Balonmano | 40      | 9                    | River Plate de Belgrano (11) |
| Asociación Mendocina de Balonmano     | 1       | 1                    | San Lorenzo de Rusell (1)    |
| Federación Cordobesa de Handball*     | 1       | 1                    | Club Forjar Córdoba (1)      |

*Nota: en 2007, hubo dos competencias, la Liga Nacional de Handball y el Torneo Nacional de Clubes, por los que los campeones fueron de la Federación Cordobesa de Handball y FeMeBal respectivamente.
Femenino
| Federación                            | Títulos | Campeones diferentes | Más laureado/s                                                |
| ------------------------------------- | ------- | -------------------- | ------------------------------------------------------------- |
| Federación Metropolitana de Balonmano | 26      | 9                    | S.E.D.A.L.O.(6); Ferro Carril Oeste (6).                      |
| Federación Cordobesa de Handball      | 2       | 2                    | Colegio Alemán de Córdoba (1); Unión Eléctrica de Córdoba (1) |

Nota: se consideró todos los torneos nacionales, con sus diferentes denominaciones a través del tiempo.

## Campeonatos disputados por década
Actualizado el 5 de febrero de 2018
| Década | Campeonatos masculinos | Campeonatos femeninos |
| ------ | ---------------------- | --------------------- |
| 70s    | 3                      | 1                     |
| 80s    | 10                     | 4                     |
| 90s    | 10                     | 5                     |
| 2000s  | 10                     | 10                    |
| 2010s  | 7                      | 7                     |

Nota: se consideró todos los torneos nacionales, con sus diferentes denominaciones a través del tiempo.

## Campeones por década
Actualizado el 5 de febrero de 2018
| Década | Campeones diferentes masculinos | Más laureado/s (masculino)      | Campeonatos diferentes femeninos | Más laureado/s ( femenino)     |
| ------ | ------------------------------- | ------------------------------- | -------------------------------- | ------------------------------ |
| 70s    | 2                               | S.A.G. Ballester                | 2                                | INEF Romero Brest              |
| 80s    | 4                               | S.A.G. Ballester                | 4                                | River Plate H                  |
| 90s    | 3                               | N.S. Luján                      | 3                                | Ferro Carril Oeste; N.S. Luján |
| 2000s  | 4                               | River Plate H.                  | 4                                | S.E.D.A.L.O.                   |
| 2010s  | 4                               | River Plate H; S.A.G. Ballester | 4                                | Ferro Carril Oeste             |
| Total  | 17                              | S.A.G. Ballester (2)            | 17                               | Ferro Carril Oeste (2)         |

Nota: se consideró todos los torneos nacionales, con sus diferentes denominaciones a través del tiempo.

## Formato actual
Son 8 los equipos que participarán del torneo, 3 de ellos pertenecerán a la Federación Metropolitana de Balonmano, por lo que serán subdivididos en dos grupos con otros dos clubes de diferentes federaciones, disputando tres encuentros en la fase inicial.
Cabe destacar que los dos primeros de cada grupo avanzarán al Final Four, es decir el primero del grupo A se enfrentará al segundo del B (Semifinal 2), y el primero de este último se medirá ante el segundo del primer grupo (Semifinal 1). El vencedor de cada semi, avanzará a la final, asegurándose el pase al Panamericano de clubes del siguiente año, los perdedores de dichas llaves, en cambio solo podrán aspirar a ser terceros sin posibilidad alguna de asistir al Campeonato internacional.
Finalmente el equipo que gane el la final será proclamado como campeón del torneo.

## Reglamento de Jugadores (Ambos géneros)
Para FeMeBal únicamente
Según el artículo 117 de FeMeBal para que un jugador pueda disputar compentencias de la Federación deberá estar previamente inscripto a esta, así también requiere el carnet respectivo expedido por el Comité Ejecutivo, con aprobación anual (Art. 120).
Los menores de edad (hasta 18 años) deberán poseer la aprobación de sus progenitores (Art. 118).

## Federaciones afiliadas a C.A.H.
Federaciones de Argentina
- Federación Metropolitana de Balonmano (Fe.Me.Bal).
- Asociación Pampeana de Balonmano (A.Pa.Bal.)
- Asociación Pehuajense de Balonmano (A.Pe.Bal)
- Asociación Sureña de Balonmano (ASBAL)
- Federación Atlántica de Balonmano (Fed.A.Bal)
- Asociación Bahiense de Handball
- Asociación Correntina de Handball (A.Co.Han)
- Federación Rionegrina de Handball
- Federación Neuquina de Balonmano (Fe.Neu.Bal).
- Federación Chubutense de Handball
- Asociación Río Gallegos de Handball
- Asociación Rosarina de Handball
- Asociación Santafesina de Handball
- Asociación de Handball del Noreste
- Asociación Salteña de Balonmano
- Federación Jujeña de Handball
- Federación Sanjuanina de Balonmano (Fe.Sa.B)
- Asociación Mendocina de Balonmano (A.Me.Bal)
- Asociación Tucumana de Handball
- Federación Cordobesa de Handball
- Asociación San Luis de Handball
- Asociación del Nordeste de la Provincia de Buenos Aires (AsBalNor)
- Asociación de Handball de los Lagos del Sur
- Asociación Atlántica de Balonmano (As.A.Bal)
- Federación Entrerriana de Handball.